# Lyriq Bent

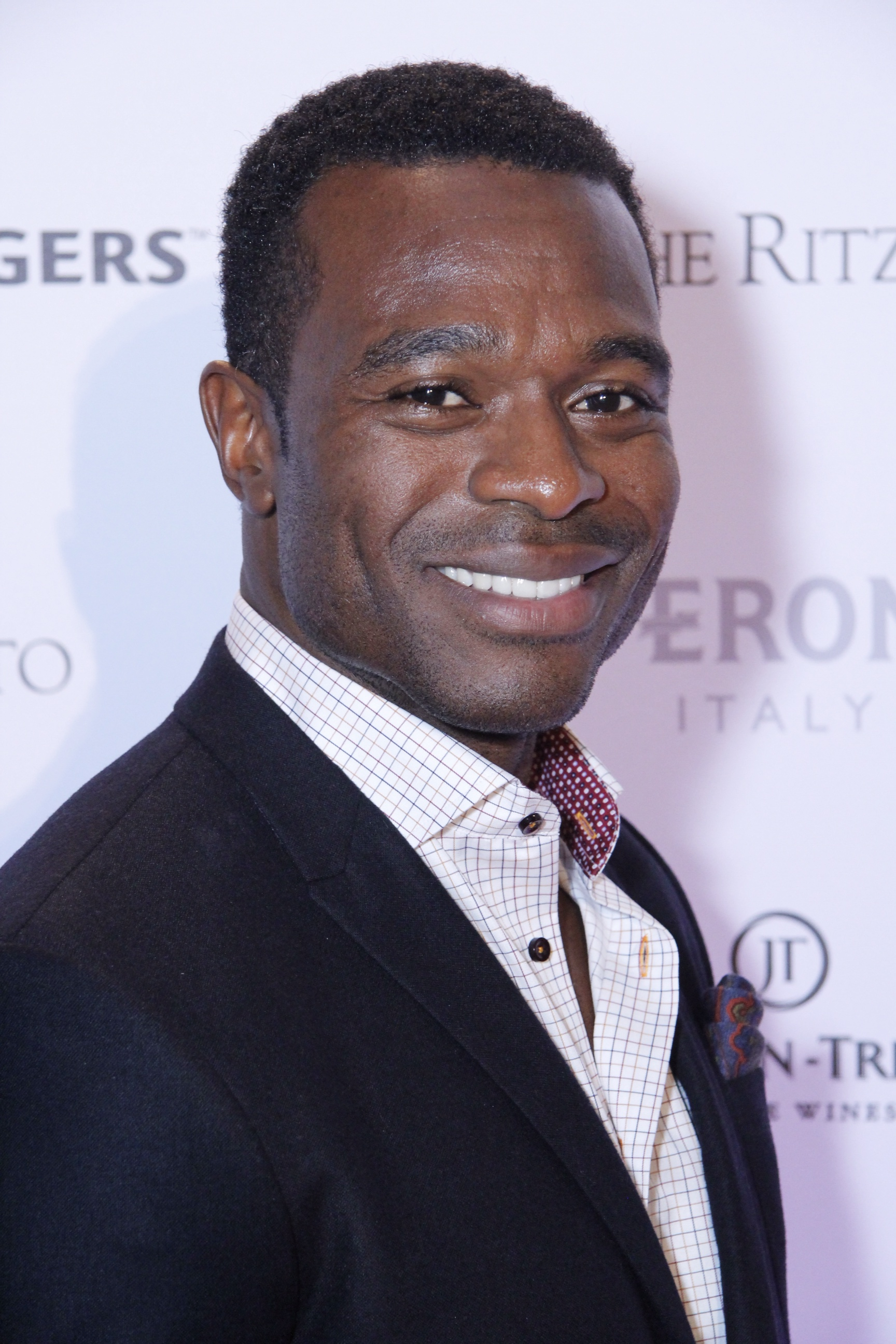
Lyric Bent (2014)

Lyriq Bent (* 3. Januar 1979 in Kingston, Jamaika) ist ein jamaikanisch-kanadischer Schauspieler. Er ist vor allem bekannt für seine Rolle in der Saw-Reihe.

## Leben
Bent wurde in Kingston, Jamaika, geboren und zog nach Toronto, Kanada, als er sechs Jahre alt war. Er wuchs in Toronto auf und besuchte das Seneca College in North York.

## Karriere
Seit Beginn seiner Schauspielkarriere in den frühen 2000er Jahren spielte Bent in verschiedenen Haupt- und Nebenrollen sowohl im Film als auch im Fernsehen. Bevor er eine Co-Hauptrolle in der Dramaserie Angela’s Eyes bekam, war er Gast in der UPN-Serie Kevin Hill neben Taye Diggs und in Kojak von USA Network neben Ving Rhames. Nachdem er in mehreren Fernsehshows aufgetreten war, wurde er vom Playback Magazine als einer der besten aufstrebenden Stars Kanadas aufgeführt. Bent erregte weitere Aufmerksamkeit, als er in den Horrorfilmen Saw II und Saw III als Officer Daniel Rigg mitspielte. In Saw IV war er zudem eine der zentralen Figuren. 
Von 2010 bis 2014 spielte er in der kanadischen Fernsehserie Rookie Blue mit, in der er Staff Sergeant Frank Best porträtierte. 2015 spielte Bent Chekura Tiano in der Fernsehserie The Book of Negroes, basierend auf dem Bestseller-Roman von Lawrence Hill. Für diese Rolle gewann Bent bei den Canadian Screen Awards 2016 die Auszeichnung als bester Schauspieler in einer dramatischen Hauptrolle. 

## Filmografie (Filme)
- 2001: Runaway Jane – Allein gegen alle!
- 2001: The Caveman´s Valentine
- 2002: Superbob
- 2002: Sieh dich nicht um
- 2002: Damaged Goods
- 2003: Crime Spree
- 2003: Honey
- 2005: The Life and Hard Times of Guy Terrifico
- 2005: Vier Brüder
- 2005: Saw II
- 2006: Dance! Jeder Traum beginnt mit dem ersten Schritt
- 2006: Saw III
- 2007: Skinwalkers
- 2007: Saw IV
- 2009: Defendor
- 2010: Mother´s Day – Mutter ist wieder da
- 2010: Perception
- 2012: Home Again
- 2013: Queen City
- 2015: Pay the Ghost
- 2016: The Choir
- 2016: Ladies Book Club
- 2016: Group Home
- 2018: Tyler Perry´s Acrimony
- 2018: Love Jacked
- 2018: Alte Zöpfe (Nappily Ever After)
- 2019: Benjamin
- 2019: Astronaut

## Filmografie (Serien)
- 2000: Relic Hunter (1 Folge)
- 2001: Tracker (1 Folge)
- 2002: Street Time (3 Folgen)
- 2003: Playmakers (4 Folgen)
- 2003: Platinum (4 Folgen)
- 2001–2003: Blue Murder (2 Folgen)
- 2003–2004: Mutant X (2 Folgen)
- 2004: Missing – Verzweifelt gesucht (Missing, 1 Folge)
- 2005: Kojak (1 Folge)
- 2004–2005: Kevin Hill (2 Folgen)
- 2006: Angela Henson – Das Auge des FBI (Angela’s Eyes, 13 Folgen)
- 2007: The Dresden Files (1 Folge)
- 2008: CSI: Miami (1 Folge)
- 2008–2009: Sophie (7 Folgen)
- 2008: Guns – Der Preis der Gewalt (Guns – Live by them, die by them, 2 Folgen)
- 2010: Haven (1 Folge)
- 2010–2014: Rookie Blue (45 Folgen)
- 2017: Mary Kills People (Fernsehserie, 6 Folgen)
- 2017–2019: Nola Darling (19 Folgen)
- 2018: The Man in the High Castle (2 Folgen)
- 2019: Carter (8 Folgen)
- 2019: The Affair (3 Folgen)

## Videospiele
- 2016: Mafia III (Emmanuel Lazare Synchronisation)